# Alpes Orientais-Norte
Os Alpes Orientais-Norte  são uma dos três grupos em que foram divididos os Alpes Orientais segundo a classificação # SOIUSA.

## SOIUSA
A Subdivisão Orográfica Internacional Unificada do Sistema Alpino (SOIUSA), apresentou em 2005 uma nova divisão dos Alpes que datava de 1926.
Esta nova classificação,  divide os Alpes em duas grandes partes: Alpes Ocidentais e Alpes Orientais, separados pela linha rio Reno - Passo de Spluga - Lago de Como - Lago de Lecco.

### Classificação  SOIUSA
Segundo a SOIUSA este acidente geográfico é uma Sub-secção alpina  com as seguintes características
- Parte = Alpes Orientais
- Grande sector alpino = Alpes Orientais-Norte
- Código = II/B

## Alpes Orientais

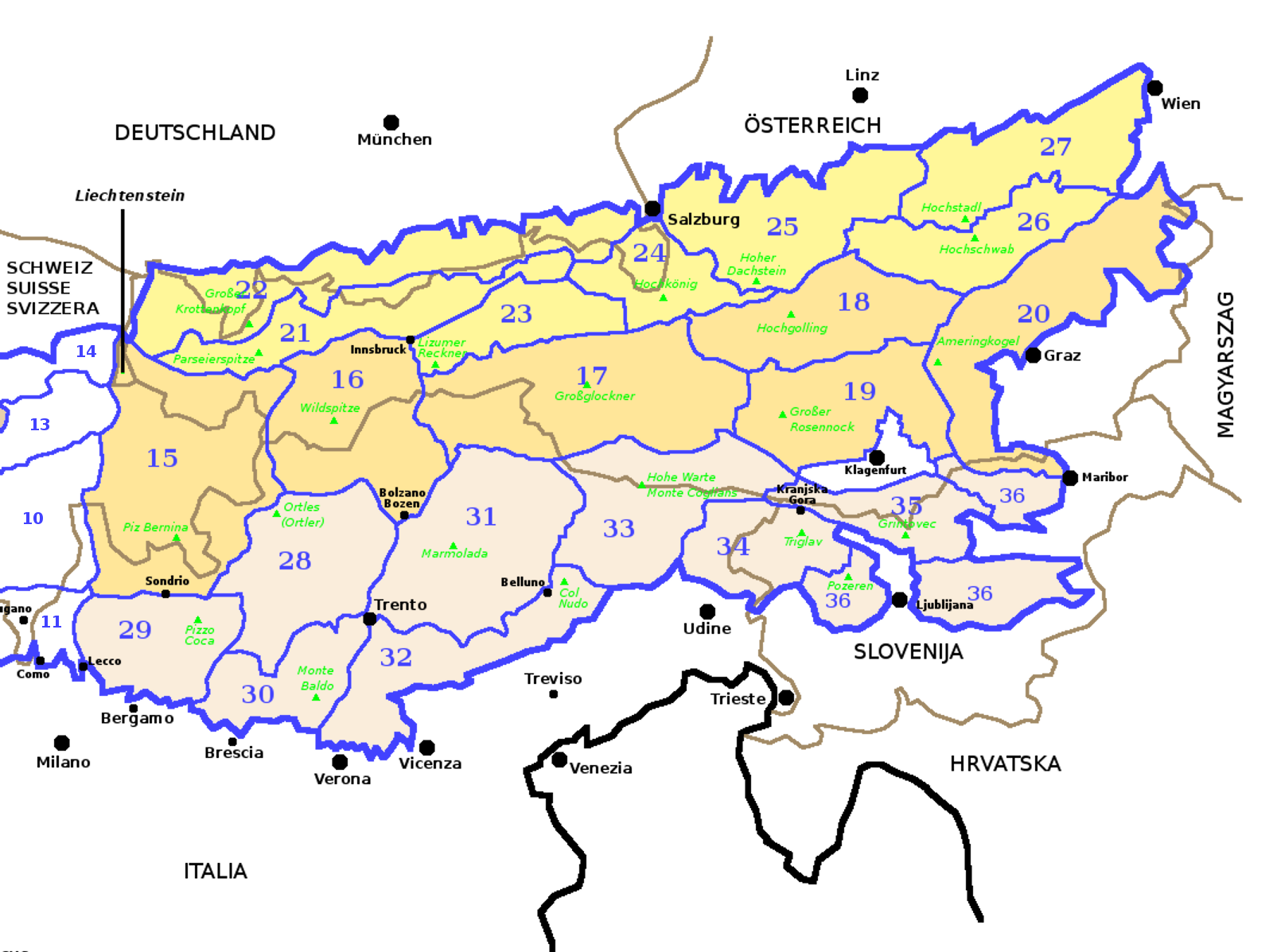
Alpes Orientais SOIUSA; Norte (21-27), Centro (15-20) e Sul (28-36)

Os Alpes Orientais, que no total têm 22 secções, estão subdivididos em Alpes Orientais-Norte, Alpes Orientais-Centro, e Alpes Orientais-Sul.

### Alpes Orientais-Norte
Os Alpes Orientais-Norte são formados por 7 secções alpinas (21-27)
- (21) Alpes calcários do Tirol
  - Alpes de Lechtal
  - Montes de Lechquellen
  - Montes de Mieming e de Wetterstein
  - Montes de Karwendel
  - Alpes de Brandenberg
  - Montes do Kaiser
- (22) Pré-Alpes Bávaros
  - Pré-Alpes de Bregenz
  - Alpes de Algovia
  - Alpes de Ammergau
  - Alpes de Wallgau
  - Alpes de Mangfall
  - Alpes de Chiemgau
- (23) Alpes xistosos do Tirol
  - Pré-Alpes de Tux
  - Alpes de Kitzbuhel
- (24) Alpes setentrionais de Salisburgo
  - Montes de Stein
  - Alpes Xistosos de Salzburgo
  - Alpes de Berchtesgaden
- (25) Alpes de Salzkammergut e da Alta Áustria
  - Montes de Dachstein
  - Montes de Salzkammergut
  - Montes Totes
  - Pré-Alpes da Alta Áustria
- (26) Alpes setentrionais da Estíria
  - Alpes de Ennstal
  - Alpes norte-orientais da Estíria
- (27) Alpes da Baixa Áustria
  - Alpes de Turnitz
  - Alpes de Ybbstal
  - Pré-Alpes orientais da Baixa Áustria